# Joe Cortez
Joe Cortez (Nueva York, Estados Unidos, 1945) es un árbitro de boxeo que ha intervenido en importantes peleas por el título mundial.

## Biografía
Durante su infancia se mudó a Puerto Rico. Allí aprendió a hablar castellano con fluidez. Cortez desarrolló una exitosa carrera como boxeador amateur, ganando varios guantes de oro entre 1960 y 1962. En 1963, a la edad de dieciocho años, saltó a las filas del boxeo profesional, donde tuvo un récord de dieciocho victorias y una derrota. Tuvo la oportunidad de pelear por el título mundial, sin embargo decidió poner fin a su carrera. 
A partir de la década de 1970 empezó a trabajar como árbitro. En la década de 1980 intervino como réferi en algunas peleas importantes. Durante esos años fue tercer árbitro en varias de las peleas como profesional de Mike Tyson.
Cuando árbitros eminentes como Richard Steele y Mills Lane se retiraron en los albores del siglo XXI, Cortez se convirtió en el preferido en los estados de Nevada y Nueva York para peleas por el título mundial. Ha arbitrado más de 170 peleas por títulos mundiales. Entre ellas figuran el primer combate entre Óscar de la Hoya y Julio César Chávez, Evander Holyfield y su pelea por el título ante Riddick Bowe y la que le permitió a George Foreman, de 45 años, convertirse en el campeón más viejo del mundo de los pesos pesados en la historia del boxeo. Al ser consultado por un periodista de la cadena Telemundo si podía dar una predicción sobre el primer combate De la Hoya-Chávez, él simplemente contestó: "No puedo hacer predicciones", ya que a los árbitros no se les permite hacer eso antes de una pelea (dando a entender que de hacerlo podría estar indicando algún favoritismo hacia uno de los peleadores).
Cortez sigue siendo árbitro de los principales eventos de boxeo, y su lema durante las instrucciones previas a la pelea, "(I am) fair but firm!" (!Soy justo pero firme¡), se ha convertido en su sello distintivo. Cortez también da clases de boxeo para niños, y tiene un sitio web (www.Fairbutfirm.com) que enseña cómo llegar a ser árbitro. A la fecha, es la única escuela de esa especialidad. 
En 2006 fue parte en la película Rocky Balboa como el árbitro de la pelea de exhibición entre los personajes de ficción Balboa y el campeón Mason "The Line" Dixon, interpretado por el boxeador profesional Antonio Tarver.
Ha sido acusado de ser demasiado meticuloso en su edad adulta, en especial por una decisión de descalificar a Humberto Soto por golpear a Francisco Lorenzo con un golpe en la nuca después que este último cayo a la lona. También ha sido acusado por no ver a Floyd Mayweather, Jr. derribar a Víctor Ortiz, cuando este se hallaba desprotegido y no advirtió que Cortez había reanudado la pelea, hecho que ha generado mucha controversia entre fanáticos del boxeo.
En 2011 Cortez fue incluido en el Salón Internacional de la Fama del Boxeo junto con grandes figuras como Mike Tyson, Julio César Chávez y Kostya Tszyu.